# Bucculatrix pallidula
Bucculatrix pallidula är en fjärilsart som beskrevs av Braun 1963. Bucculatrix pallidula ingår i släktet Bucculatrix och familjen kronmalar. Inga underarter finns listade i Catalogue of Life.